# Peralta de Calasanz
Peralta de Calasanz è un comune spagnolo di 258 abitanti situato nella comunità autonoma dell'Aragona.
Appartiene a una subregione conosciuta come Frangia d'Aragona. Lingua d'uso è, da sempre, un dialetto del catalano nella sua variante occidentale.